# ナルヴァの戦い
ナルヴァの戦い（ナルヴァのたたかい。典: Slaget vid Narva、露: Битва при Нарве）は、1700年から1721年にかけてロシア・ツァーリ国とスウェーデン（バルト帝国）を中心に戦われた大北方戦争における一戦闘。1700年11月30日（ユリウス暦11月19日、スウェーデン暦11月20日）、現在のエストニアの都市ナルヴァでロシア軍とスウェーデン軍が戦った。

## 経過
ロシアのツァーリ・ピョートル1世は海への出口をバルト海に求め、沿岸を領土としているスウェーデンと戦うためポーランド王兼ザクセン選帝侯アウグスト2世とデンマーク＝ノルウェー王フレデリク4世と反スウェーデン同盟を締結した。1700年2月にポーランドがスウェーデンの大陸領であるリヴォニアの都市リガを、3月にデンマークがスウェーデンの同盟国シュレースヴィヒ＝ホルシュタイン公国を攻撃して大北方戦争を開始した。ロシアは交戦していたオスマン帝国との和睦交渉が終わり次第エストニアへ遠征する方針だった。
これに対し、当時18歳であったスウェーデン王カール12世は直ちに反撃、7月にイングランド・オランダ艦隊の協力でデンマークの首都コペンハーゲンを急襲、フレデリク4世は8月にカール12世とトラヴェンタール条約を結んで戦争から離脱、リガを包囲していたポーランド軍もリガを落とせずにいた。ピョートル1世は8月にオスマン帝国と和睦を結んでスウェーデンに宣戦布告したが、デンマークの脱落で既に同盟は崩れかけていた。
ピョートル1世は3万から4万の兵を率いてモスクワを出発、ノヴゴロドを経てナルヴァに到着して10月から要塞を包囲した。しかし、ナルヴァは堅固な要塞で籠城軍が必死に抵抗していた上、ロシア軍は外国人の将校を中心とした訓練不足の新兵を大勢入れていたため一向にナルヴァを落とせなかった。10月末、スウェーデン軍はデンマークと和睦した後はバルト海を渡りエストニアの港パルヌに上陸、北上してナルヴァへ移動した。スウェーデン軍接近の報告を受けたピョートル1世はロシア軍の指揮権をフランス人将校シャルル・ド・クロワに委ねると戦場から離脱、ノヴゴロドへ戻っていった。
11月19日、ロシアの将軍ボリス・シェレメーテフが派遣した偵察隊がスウェーデン軍を発見したが撃退され、スウェーデン軍は吹雪に紛れてナルヴァのロシア軍本陣を急襲した。ロシア軍は吹雪で大砲が撃てず、指揮系統が乱れていた上に兵の質も悪く、外国人将校の中にスウェーデン軍に内通して本陣の場所を教えた者もいた。これらの悪条件が積み重なり、スウェーデン軍は約半分ほどの兵力でロシア軍に壊滅的な打撃を与えた。ロシア軍の死者・負傷者は六千人で、一万人も捕虜になり、大砲も全て取られてしまった。一方のスウェーデン軍の被害は二千人だった。
この後、スウェーデン軍は、リガを包囲していたポーランド軍を撃破し、追撃。ロシアと組んでいたポーランドにも軍事遠征を行い、一旦はポーランドの反スウェーデンの動きを沈静化させた。一方、敗れたピョートル1世はさらなる軍の近代化を推進するとともに、1705年より徴兵制の導入も行った。カール12世がポーランドへ向かった隙にエストニアへの遠征を再度実施、ナルヴァの要塞はロシア軍を一度は退けたものの、カール12世の不在時の1704年に陥落した。バルト海沿岸を徐々に平定していったピョートル1世は内政・軍事改革を継続すると共に、ポーランドに援軍を送りスウェーデンへの交戦を続けていった。

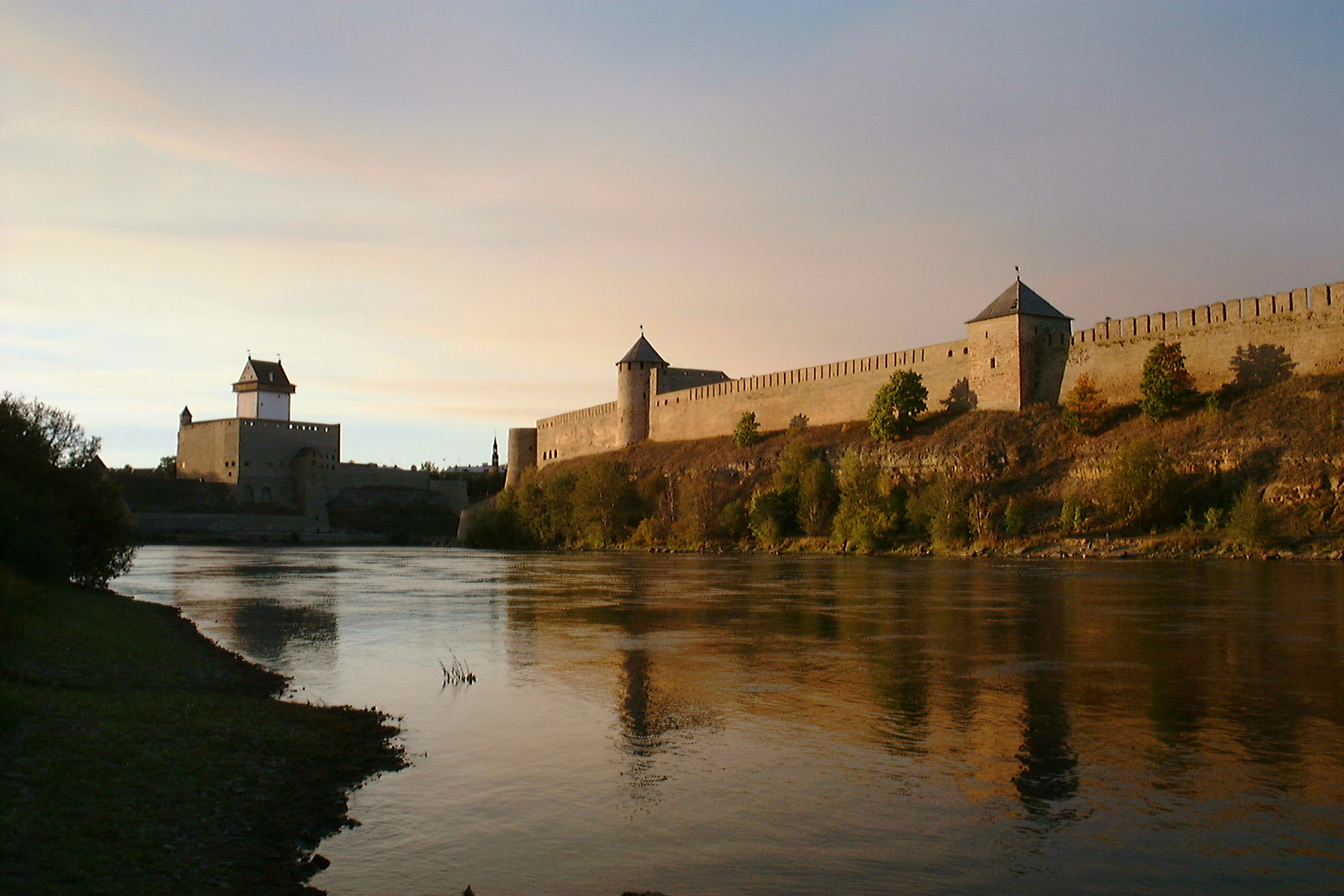
国境ナルヴァ川を挟んで建つナルヴァ城（左、エストニア）とイヴァンゴロド要塞（右、ロシア）。1999年

## 関連書籍
- 箕作元八 「14 四倍の敵軍を破るナルヴァの戦」『北方の流星王』〈西洋史新話 第8冊〉、博文館、1915年11月、87-95頁。NCID BN12532206、NDLJP:945721。